# Sergey Osovic
Sergey Osovic (ukrainisch Сергій Осович, Serhij Ossowytsch, engl. Transkription Serhiy Osovych; * 16. Dezember 1973 in Iwano-Frankiwsk) ist ein österreichischer Sprinter ukrainischer Herkunft.
Bei den Olympischen Spielen 1996 erreichte er über 100 Meter das Viertelfinale und kam mit der ukrainischen 4-mal-100-Meter-Staffel auf den vierten Platz.
Über 200 Meter wurde er bei den Leichtathletik-Europameisterschaften 1994 in Helsinki Vierter und gewann Gold bei den Leichtathletik-Halleneuropameisterschaften 1998 in Valencia. Bei den Leichtathletik-Weltmeisterschaften erreichte er über dieselbe Distanz 1995 in Göteborg und 1999 in Sevilla das Viertel- und 1997 in Athen das Halbfinale.
2003 wurde er österreichischer Staatsbürger, 2005 Österreichischer Meister über 100 Meter.
Sergey Osovic ist 1,80 m groß und wiegt 78 kg. Er ist als Trainer beim LCC Wien tätig.